# Julio Aróstegui
Julio Aróstegui Sanchez (Granada, 24 luglio 1939 – Madrid, 28 gennaio 2013) è stato uno storico spagnolo, specializzato nell'età contemporanea.
Le sue opere comprendono contributi relativi alla violenza politica nella storia ispanica contemporanea, alla Guerra civile spagnola, al Carlismo, al movimento operaio, al metodo storiografico e alla memoria storica.

## Biografia
Grazie ad una borsa di studio, poté frequentare il Collegio "Isabella la Cattolica" di Granada. Dopo aver studiato all'Università di Granada e a Madrid, nel '67 divenne docente in un liceo di Vitoria. Tre anni più tardi, conseguì il dottorato in storia con una dissertazione intitolata El carlismo alavés y la guerra civil de 1870-1976, sotto la direzione di Vicente Palacio Atard.
Negli anni '70, insegnò al liceo Fray Luis de León di Salamanca.  In seguito, divenne professore all'Università dei Paesi Baschi e all'Università Carlos III di Madrid.

Nel 1984, ottenne la cattedra di storia contemporanea all'Università Complutense della capitale, nella quale fu il primo titolare della cattedra "Memoria storica del XX secolo".
Lasciata la vita accademica nel 2009, per tre anni rimase professore emerito.

A metà gennaio del 2013 fu ricoverato in ospedale per una serie di complicanze cardiache. Si spense a Madrid il 28 gennaio 2013.

## Riconoscimenti
- 1981: Premio Nacional de Historia de España, uno dei 14 collaboratori alla collana storica diretta da José María Jover Zamora[6]